# Vort Land
 Ikke at forveksle med den norske avis Vårt Land.
Vort Land var en dansk avis, der udkom 23. september 1896 – 31. maj 1919 og havde tilknytning til Højre og siden Det Konservative Folkeparti. Avisen blev stiftet ovenpå konseilspræsident J.B.S. Estrups afgang som partiformand for Højre samme år og den konfliktfyldte tid, der fulgte som en modvægt til Politiken.
I sin første udgivelse i september 1896 beskrev Vort Land sig selv således:
| Citat | Dette blad skal yde et gæstfrit ly til alle konservative stemninger og strømninger, til det Højre, som ikke vil splid og splittelse, endnu mindre dorskhed og død, men som vil samles og samarbejde i fælles virken for det fælles mål. Det skal være som en fane, hvorom alle konservative borgere kunne flokkes og fylke sig. | Citat |
|       | |       |

1915 forsøgte det tyske gesandtskab i København med Louis von Kohl som stråmand at opkøbe Vort Land, men det mislykkedes.

## Redaktører
Denne liste er ufuldstændig; hjælp gerne med at udfylde den.
- 1896–1898 Lauritz Vilhelm Birck
- 1898-1900 Christian Gulmann
- 1911 L.C. Nielsen

## Andre medarbejdere
- Julius Schovelin, nationaløkonomisk medarbejder 1896-1904
- Carl Muusmann, 1896-1919
- Gustav Vermehren, kunstanmelder 1900-1904
- Olaf Linck 1900-1913
- Victor Elberling 1906-1912